# Бакуменко, Владимир Михайлович
Владимир Михайлович Бакуменко (порт. Waldemar Bakumenko род. 6 апреля 1908, г. Харьков — 13 мая 1969, Бразилия, Сан-Паулу) — советский украинский и бразильский спортсмен (русские шашки, бразильские шашки), шашечный журналист и пропагандист игры, один из основателей правил игры в бразильские шашки.

## Биография
Родился в 1909 году в промышленном центре города Харькова, Украина. Научился играть в шашки в 17 лет в спортивном клубе, где параллельно занимался в секции футбола.
В 1926 году, по предложению тренера шашечного клуба, принял участие в сеансе одновременных матчей. Бакуменко выиграл матч и уже через несколько месяцев ему удалось выиграть чемпионат клуба.
С 1926 года шел стремительный рост его карьеры как спортсмена-шашиста, яркими чертами которого являются его победа в чемпионате города Харькова в этом же году.
В октябре 1927 года, в борьбе с 22 конкурентами из СССР, В.Бакуменко завоевывает титул чемпиона СССР.
В 1930-х годах получает высшее образование по специальности «инженер-технолог».
В 1932 году в СССР выходит его книга «Учебник шашечной игры». В Великую Отечественную войну остался в Харькове, во время оккупации вел шашечную рубрику в газете.
В 1943 году В.Бакуменко выехал из страны.
В 1954 году эмигрировал в Бразилию, жил в Сан-Паулу. Работал бухгалтером строительной фирмы.
21 июля 1954 года В.Бакуменко начал известную в стране шашечную колонку «COLUNA DO DAMISTA» в газете «A Gazeta Esportiva», которая публиковалась непрерывно каждую субботу в течение 11 лет. Вел он её до момента своей смерти в мае 1969 года.
Во время жизни в Бразилии В.Бакуменко положил начало распространению более совершенных шашечных приемов, пропаганду названий дебютов и комбинационных тем.
Издавал книги.

## Карьера
В 1927 году становится самым молодым чемпионом СССР (18 лет), выиграв дополнительный матч за 1 место у С. Соколова (+1 =3, результат в чемпионате (+9 =9 −1)).
Мастер спорта СССР (1927).
В 1928 году проиграл матч (он же IV Чемпионат СССР) экс-чемпиону СССР Василию Медкову (+4 =10 −6). Каждый из участников издал затем книгу со своими комментариями. Больше В. М. Бакуменко не принимал участие в союзных первенствах, играя на Украине.
В 1928 году занимает второе место на чемпионате Украины по русским шашкам среди мужчин (г. Одесса).
В 1940 году Владимир Бакуменко встретился с Исером Куперманом в матч-турнире четырёх за титул чемпиона Украины, заняв первое место.

## Смерть
15 мая 1969 года в газете Gazeta Esportiva (Бразилия, г. Сан-Паулу) был напечатан материал по поводу смерти Владимира Бакуменко. Директор Федерации шашистов Сан-Паулу, Карлос Альберто, сообщил о смерти спортсмена. Владимир Бакуменко умер в 16:30 во вторник, на шестьдесят первом году жизни, когда он был госпитализирован в отделение городской больницы. Похороны состоялись 14 мая 1969 года.

## Семья
- Брат — Бакуменко Григорий Михайлович (1914-?) — гв. лейтенант, кавалер ордена Красной Звезды.[8]
- Первая жена — Черненькая Валентина Петровна (1917—1980)
- Дочь (от первого брака) — Бакуменко (Сосницкая) Людмила Владимировна (1939—2021)
- Правнук — Сосницкий Юрий Александрович (1990 г.р.) — художник, искусствовед.
- Вторая жена — Бакуменко Тамара